# 古橋家
古橋家（ふるはしけ）は、21世紀になった今では子孫が名古屋市中村区に居住していて、莫大な資産を所有し、愛知県の名門として現在まで続く家柄である。一族は徳川家と深い関係にあり、子息の多くは名古屋を中心に各界で要職に就いている。現在も日本の有力家に数えられている。
経済界では伊藤銀行副頭取、東海銀行副頭取、東京証券取引所設立準備委員会委員、日本陶器副社長、松坂屋副社長、中部電力副社長、名古屋鉄道副社長、東邦ガス副社長、ユニー副社長、雀おどり總本店社長、日本精米工業会会長、ホシデン代表取締役社長、古橋家具グループ代表取締役社長、名古屋商工会議所常務理事など古橋家出身者は多岐にわたる。
学術分野でも愛知工業大学教授、岐阜聖徳学園大学准教授、名古屋経営短期大学学長、昭和音楽大学准教授、中京大学名誉教授など学術界においても古橋家出身者は多数いる。
また、血縁関係で見れば名古屋の旧伊藤財閥と深い血縁関係がある。他にも中京大学などを経営する梅村家や金城学園を経営する野村家とも血縁関係がある。
2013年現在の名古屋駅西口の土地の多くは、戦前古橋一族の所有物であった土地である。売却した物件以外に戦後も一族所有のビルが同地に複数存在する